# C16H22O6
化学式C16H22O6（摩尔质量：310.35 g/mol）可能指：
- 曲匹布通，CAS号：41826-92-0
- 邻苯二甲酸二(2-乙氧基)乙酯，CAS号：605-54-9

|  | 这个同类索引页列出了具有相同分子式的化学物（即同分異構體）条目。 除非您是有意链接至本页，否则应将相应条目的内部链接指向正确的条目。 |